# Surowkino
Surowkino (russisch Суровкино, deutsch Pritzkehmen, 1938 bis 1945: Mühleck, litauisch Pričkiemis) ist ein verlassener Ort im Rajon Krasnosnamensk der russischen Oblast Kaliningrad.
Die Ortsstelle befindet sich vier Kilometer südwestlich von Saosjornoje (Jänischken/Hansruh).

## Geschichte

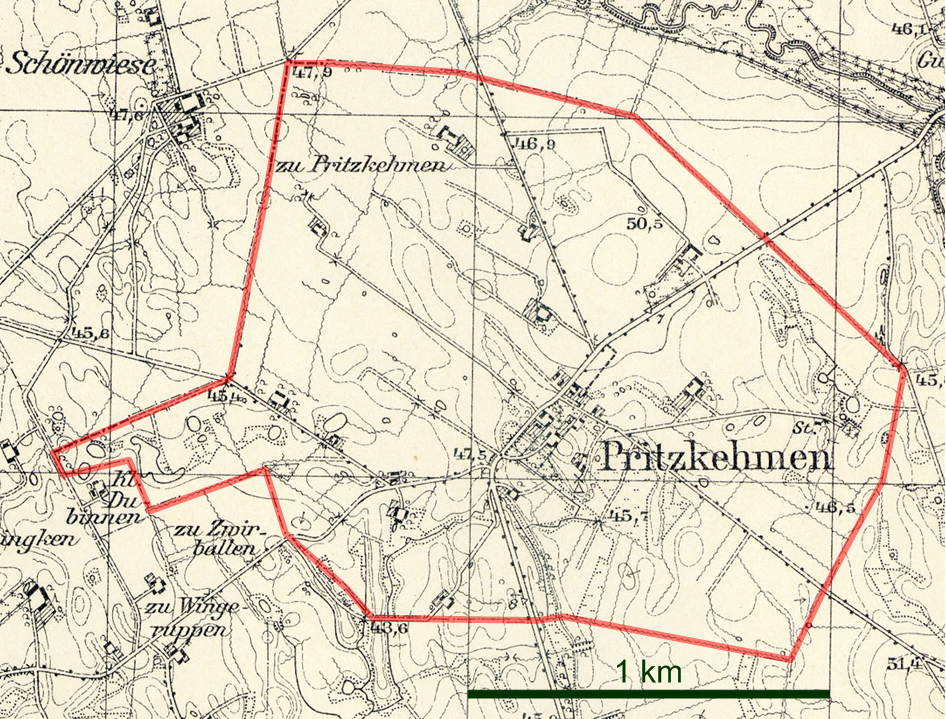
Die Gemeinde Pritzkehmen auf einem Messtischblatt von 1936

Der zunächst Mislaucken genannte Ort wurde 1644 zuerst erwähnt. Um 1780 war Pritzkehmen ein königliches Bauerndorf. 1874 wurde die Landgemeinde Pritzkehmen in den neu gebildeten Amtsbezirk Spullen im Kreis Pillkallen eingegliedert. 1938 wurde Pritzkehmen in Mühleck umbenannt.
1945 kam der Ort in Folge des Zweiten Weltkrieges mit dem nördlichen Ostpreußen zur Sowjetunion. 1947 erhielt er den russischen Namen Surowkino und wurde gleichzeitig dem Dorfsowjet Maiski selski Sowet im Rajon Gussew zugeordnet. Surowkino wurde vor 1975 aus dem Ortsregister gestrichen. Spätestens seit 1965 gehörte der zu diesem Zeitpunkt vermutlich schon verlassene Ort zum Rajon Krasnosnamensk.

### Einwohnerentwicklung
| Jahr | Einwohner |
| ---- | --------- |
| 1867 | 136       |
| 1871 | 130       |
| 1885 | 115       |
| 1905 | 120       |
| 1910 | 100       |
| 1933 | 86        |
| 1939 | 99        |

## Kirche
Pritzkehmen/Mühleck gehörte zum evangelischen Kirchspiel Mallwischken.